# Marcin Białobrzeski
Marcin Białobrzeski herbu Abdank (ur. ok. 1530, zm. 19 kwietnia 1586 w Mogile pod Krakowem) – biskup rzymskokatolicki, senator I Rzeczypospolitej, pisarz i teolog.

## Życiorys
Urodził się ok. 1530 r. z ojca Janusza/ Jana, i matki Anny Janikowskiej. W linii mazowieckiej rodziny szlacheckiej Białobrzeskich, posługującej się herbem Awdaniec. Zdaniem Seweryna Uruskiego pierwotnym herbem jego rodziny była Bończa. Miejsce urodzenia biskupa Białobrzeskiego nie jest pewne, przypuszcza się m.in. że mogły to być Białobrzegi nad Wisłą w woj. sandomierskim. Jego ojciec Jan Białobrzeski był skarbnikiem krakowskim, dziadek Stanisław przeniósł się na Ruś Czerwoną z dóbr Białobrzegi w Ziemi Łomżyńskiej, które były gniazdem tej rodziny. 
Śluby zakonne złożył w klasztorze cystersów w Sulejowie. Sprowadzony przez opata wąchockiego i mogilskiego Andrzeja Szpota, do klasztoru w Mogile, kształcił się na koszt tego klasztoru w Akademii Krakowskiej w zakresie literatury i polityki. Po śmierci Szpota w 1559 wybrany został opatem w Mogile. W 1565 otrzymał sufraganię krakowską, a w 1571 kanonię katedralną w Krakowie. Zmarł 19 kwietnia 1586 roku w Mogile pod Krakowem i tam został pochowany.

## Posługa kapłańska i działalność polityczna
Był przedstawicielem duchowieństwa w 1573 na sejmie konwokacyjnym i w 1574 na elekcyjnym, podczas wyboru na króla Henryka Walezego. 13 lutego 1574 wygłosił kazanie na pogrzebie Zygmunta Augusta. Po ucieczce Henryka Walezego, został stronnikiem Habsburgów. W marcu 1576 udał się wraz z Krzysztofem Lanckorońskim do Wiednia w poselstwie do cesarza Maksymiliana, aby opowiedzieć mu o nowo wybranym królu Stefanie. 7 kwietnia 1576 witał Stefana Batorego w klasztorze mogilskim. Wkrótce potem otrzymał biskupstwo kamienieckie. Razem z Łukaszem Podoskim, kanonikiem krakowskim, brał udział w 1557 w zjeździe stężyckim, a rok później w jędrzejowskim.
W 1580 podążył do Rzymu, po drodze zwiedzając węgierski Osjak, skąd przywiózł do Polski legendę o Bolesławie Szczodrym. W służbie u Batorego pełnił różnego rodzaju misje dyplomatyczne. Był między innymi przedstawicielem króla na pogrzebie jego brata, Krzysztofa Batorego, wojewody siedmiogrodzkiego. W 1583 zamienił z kanclerzem Janem Zamoyskim miasto biskupie Szarogród na Podolu na Pragę pod Warszawą. Odtąd Praga aż do 1794 należała do biskupów kamienieckich. Na sejmie w 1585 wystąpił jako przeciwnik Zborowskich.

## Działalność literacka i bibliofilska
Oprócz szerokiej działalności politycznej prowadził, nie mniej ożywioną, działalność literacką i bibliofilską. Znano go jako humanistę o niezwykłym darze wymowy, oczytanego, ale i wiele piszącego. Z jego osobą wiąże się autorstwo 19 dzieł, pośród których są pierwsze homilie katolickie w języku polskim. Był też autorem wielu książek na temat różnowierstwa. Pozostawił po sobie wiele zapisów na marginesach ksiąg.

### Wybrana twórczość
- Katechizm albo wizerunek prawej wiary chrześciańskiej, Kraków 1567
- Kazanie na pogrzebie świętej pamięci zacnego Zygmunta Augusta, Kraków 1574, drukarnia S. Szarffenberger
- Orthodoxa confessio de uno Deo, quem christiani catholici credunt, adorant et invocant, ex S. Literis descripta, Kraków 1577, drukarnia A. Piotrkowczyk
- Kazanie... o przyjmowaniu Ciała i Krwie P. Jezusa Chrystusa pod jedną osobą, Kraków 1579, drukarnia A. Piotrkowczyk
- Postilla orthodoxa, to jest wykład Świętych Ewangielii niedzielnych i świąt uroczystych przez cały rok cz. 1-2, Kraków 1581, drukarnia Łazarzowa
- Wierszowane dialogi o Tobiaszu i o Jobie
- Książeczka o religii i potężnych czynach Turków

### Listy i materiały
- List do Andrzeja Dudycza (27 lutego 1575, ogłoszony: T. Wierzbowski Materiały do dziejów piśmiennictwa polskiego t. 1, Warszawa 1900, s. 182)
- Listy do papieża (1583, podane przez: P. Savio De actis Nuntiaturae Poloniae quae partem Archivi Secretarius Status constituunt, Watykan 1947, Studia Teologiczne XIII, s. 105)
- Pięć kwitów potwierdzających odbiór soli (1570, ogłoszony: T. Wierzbowski Materiały do dziejów piśmiennictwa polskiego t. 1, Warszawa 1900, poz. 1, s. 148–150)
- Martinus Białobrzeski Martino Leśniowolski decimam ex praedio Lassicensi arrendat (17 stycznia 1583, ogłoszony: T. Wierzbowski Materiały do dziejów piśmiennictwa polskiego t. 1, Warszawa 1900, poz. 1, s. 247)
- Materiały do dziejów stosunków z Akademią Krakowską (Conclusiones Universitatis Cracoviensis ab anno 1441 ad annum 1589, wyd. H. Barycz, Kraków 1933).

### Działalność bibliofilska
Przywiązywał ponadto dużą wagę do zbierania pamiątek narodowych z przeszłych wieków. Przechowywanie ich dla przyszłych pokoleń uważał za obowiązek każdego światłego człowieka. W tym celu wybudował we wschodnim skrzydle klasztoru mogilskiego archiwum. Wyróżniał w swej pasji kolekcjonerskiej szczególnie kodeksy. Nic więc dziwnego, że wiele czasu poświęcał na gromadzenie księgozbioru, wzbogacając go rzadkimi dziełami. Podczas 26 lat pełnienia funkcji opata w klasztorze mogilskim systematycznie powiększał zawartość biblioteki tak, że pod koniec lat osiemdziesiątych XVI wieku zdołał skompletować prawie wszystkie wartościowe książki, jakie do tego czasu zostały wydane.
Marcin Białobrzeski był prawdziwym bibliofilem. Liczne, zakupione przez siebie dzieła, opatrywał własnym ekslibrisem i superekslibrisem. Książki jego charakteryzowały się pięknymi oprawami ze skóry, na których wyciskano inicjały: M.B. Ponadto przyozdabiano je wspaniałymi brązowymi okuciami.

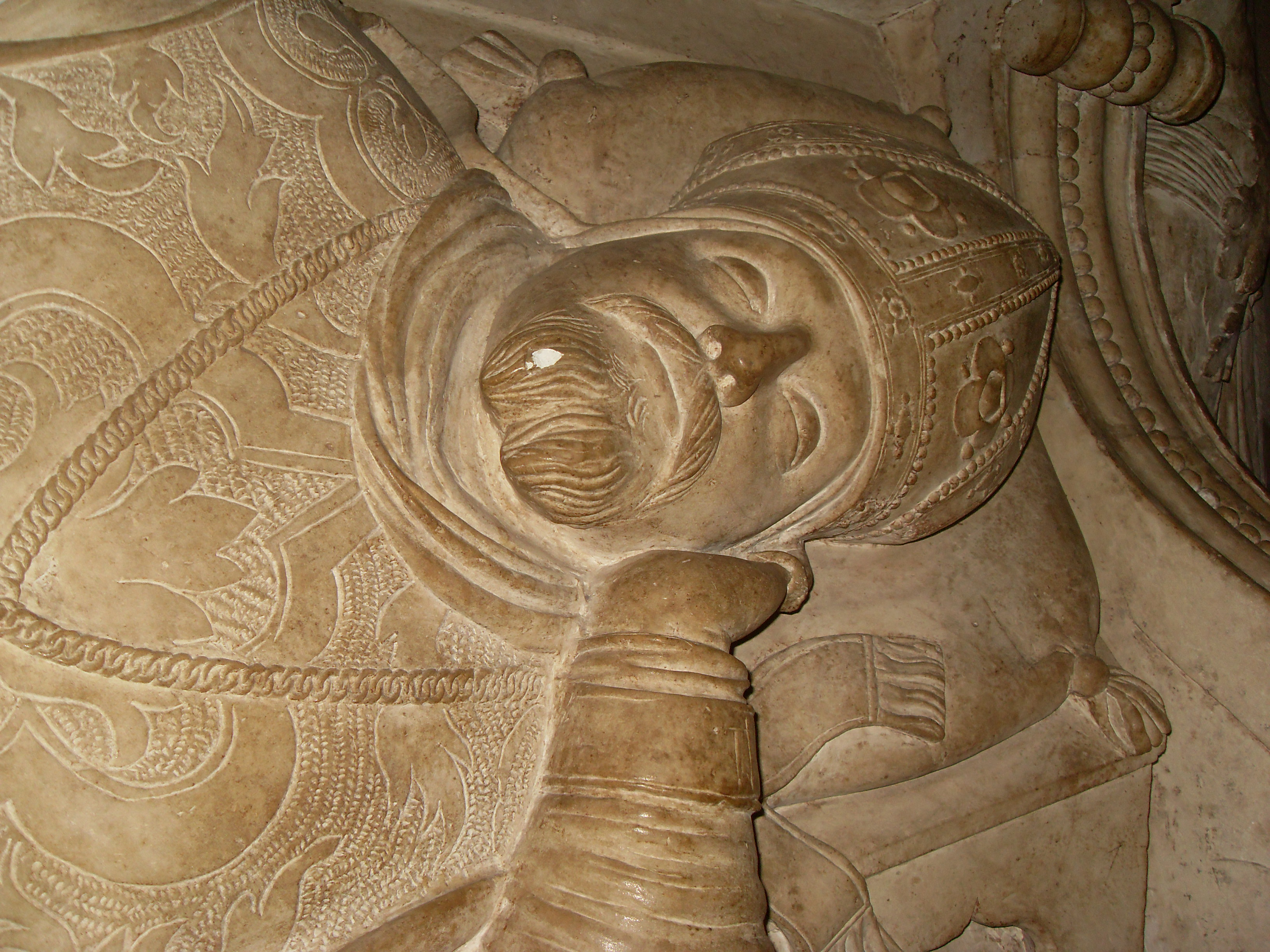
Marcin Białobrzeski
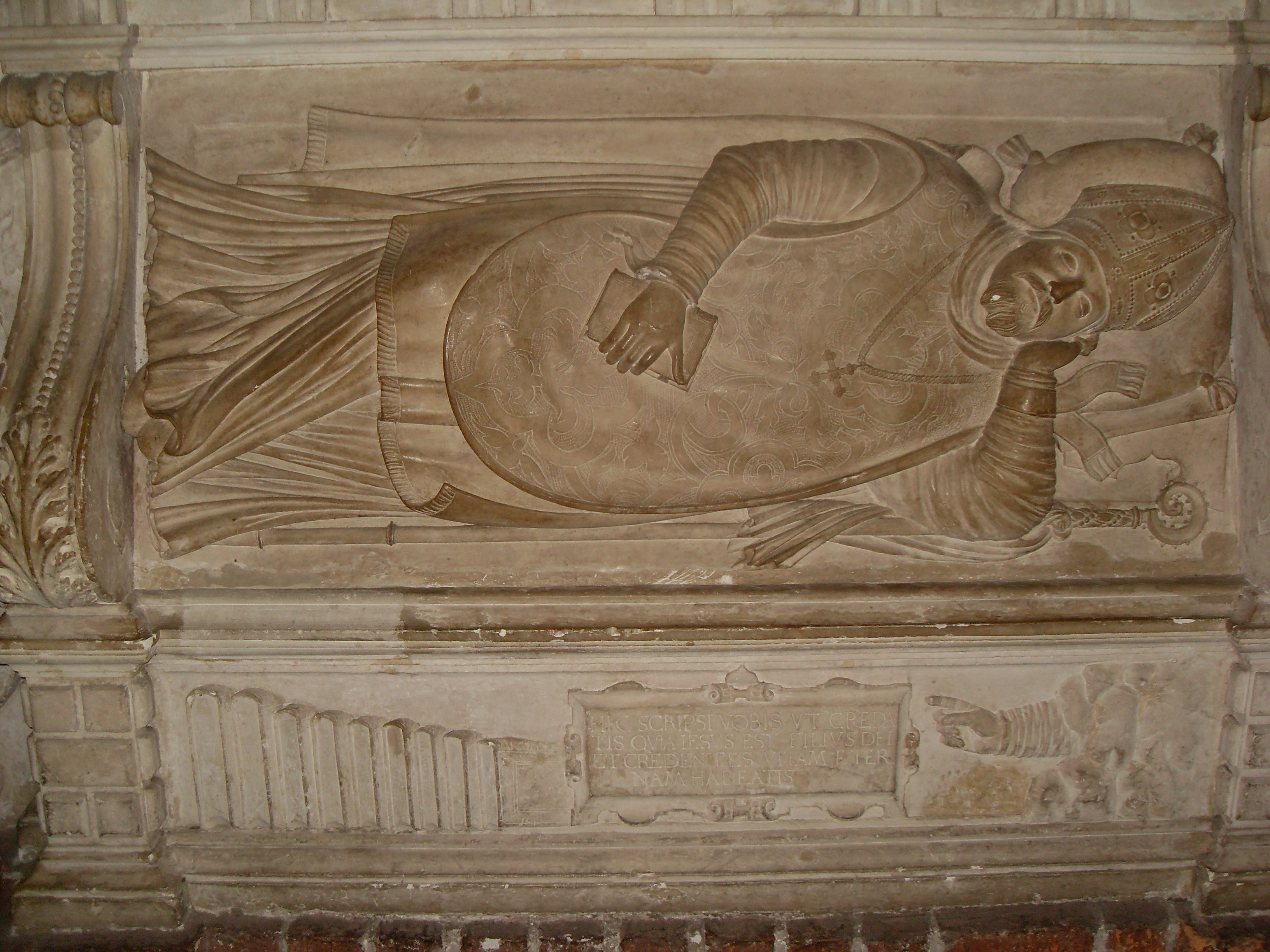
Nagrobek Marcina Białobrzeskiego, opactwo oo. cystersów w Mogile